# Tombe eneolitiche di Materdei
Le tombe eneolitiche rinvenute nel rione Materdei sono le più antiche cavità artificiali sinora scoperte nel sottosuolo di Napoli; fungevano da luoghi di sepoltura.
Risalenti al III millennio a.C. (periodo eneolitico), sono riferibili alla cultura del Gaudo e sono caratterizzate da tombe "a forno" scavate nella roccia con un pozzetto d'accesso ed una o due camere sepolcrali a sepoltura multipla. Questi luoghi accoglievano le salme di clan familiari di indole guerriera. 
Sono state scoperte fortuitamente nel 1950 in vico Neve, mentre si stava provvedendo a scavare in un giardino di un palazzo al civico 30 per preparare la costruzione di un edificio. La prima tomba fu scoperta l'11 aprile, la seconda quattro giorni dopo (15 aprile). Nella prima fu trovato un corpo integro rannicchiato, nella seconda furono rinvenuti anche cinque vasi ad impasto e un piccolo pugnale di bronzo, posto accanto a uno degli inumati. L'archeologo Giorgio Buchner provvide ad eseguire alcuni rilievi.